# Mika Yoshikawa
Mika Yoshikawa (jap. 吉川美香, Yoshikawa Mika; * 16. September 1984 in Sagamihara) ist eine ehemalige japanische Leichtathletin, die im Mittel- und Langstreckenlauf an den Start ging.

## Sportliche Laufbahn
Erste internationale Erfahrungen sammelte Mika Yoshikawa bei den Crosslauf-Weltmeisterschaften in Fukuoka, bei denen sie in 14:21 min den 68. Platz im Kurzrennen belegte. Im selben Jahr nahm sie an den Asienspielen in Doha teil und gelangte dort in 4:24,69 min auf den siebten Platz im 1500-Meter-Lauf. Im Jahr darauf klassierte sie sich bei den Asienmeisterschaften in Amman mit 4:28,85 min auf dem vierten Platz und anschließend schied sie bei den Weltmeisterschaften in Osaka mit 2:21,64 min in der ersten Runde aus. 2009 wurde sie bei den Asienmeisterschaften in Guangzhou in 4:36,45 min Siebte über 1500 m und im Jahr darauf belegte sie bei den Asienspielen ebendort in 4:16,42 min den sechsten Platz. 2012 startete sie im 10.000-Meter-Lauf bei den Olympischen Spielen in London und belegte dort in 31:47,67 min den 16. Platz und verpasste über 5000 m mit 15;16m77 min den Finaleinzug. Im Jahr darauf wurde sie beim Tokio-Marathon nach 2:30,20 min Siebte und beendete daraufhin ihre aktive sportliche Karriere im Alter von 28 Jahren.
In den Jahren von 2006 bis 2009 wurde Yoshikawa japanische Meisterin im 1500-Meter-Lauf und 2012 siegte sie über 10.000 m.

## Persönliche Bestzeiten
- 1500 Meter: 4:10,00 min, 5. Mai 2007 in Osaka
- 3000 Meter: 9:02,71 min, 22. Juni 2011 in Abashiri
- 5000 Meter: 15:16,77 min, 7. August 2012 in London
- 10.000 Meter: 31:28,71 min, 8. Juni 2012 in Osaka